# اجیرآباد
اجیرآباد یکی از روستاهای استان آذربایجان شرقی است که در دهستان اردلان بخش مهربان شهرستان سرآب واقع شده‌است.